# 에밀 아우데로
에밀 아우데로 물야디 (Emilio Audero Mulyadi, 1997년 1월 18일 ~ )는 인도네시아의 축구 선수이며, 현재 크레모네세에서 골키퍼로 뛰고 있다.

## 어린 시절
인도네시아 마타람에서 인도네시아인 아버지 에디 물리야디와 이탈리아인 어머니 안토넬라 아우데로 사이에서 태어났다. 그는 1998년에 가족과 함께 어머니의 고향인 이탈리아 쿠미아나로 이주했다.

## 플레이 스타일
장신의 골키퍼인 아우데로는 좋은 체격을 보유하고 있으며 투지, 반사 신경, 포스트 사이의 슛 스톱 능력은 물론 라인을 벗어나는 속도와 땅에 닿아 공을 모으는 능력으로 유명하다. 이는 그의 팀이 높은 수비 라인을 유지하고 그의 백라인에 자신감을 불어넣을 수 있게 해준다. 그러나 그는 발에 덜 능숙하다. 미디어에서 재능 있는 젊은 선수로 간주되는 UEFA는 2019년에 그를 그의 세대의 가장 유망한 유럽 선수 목록에 포함시켰다.